# Trougout
Trougout (en àrab تروكوت, Trūgūt; en amazic ⵜⵔⵓⴳⵓⵜ) és una comuna rural de la província de Driouch, a la regió de L'Oriental, al Marroc. Segons el cens de 2014 tenia una població total de 11.458 persones.